# Buchloe (Baviera)
Buchloe é uma comunidade localizada no distrito da Algóvia Oriental, no estado da Baviera, Alemanha.